# مولانا (فلم)
مولانا استنادًا إلى رواية الكاتب الصحفي إبراهيم عيسى التي تحمل نفس الاسم، تدور أحداث الفيلم حول الشيخ حاتم الذي يعد من أحد الدعاة الاسلاميين النافذين عبر وسائل الاعلام، والذي تربطه علاقات وثيقة برجال السياسة، وتأثير كل ذلك على مصداقيته أمام جمهوره.

## القصة
يرصد الفيلم حكاية رجل دين يملك نفوذًا هائلًا في الإعلام وبين رجال السياسة.
رحلة صعود تبدو معتادة لشيخ صغير في مسجد حكومي من مجرد قيادة الصلوات إلى أن يصبح داعية تلفزيوني شهير يملك حق “للفتوى” التي يتلقاها الملايين بالإعجاب لجرأته ومحاولاته للخروج قليلاً عن مألوف الحديث السائد في مجتمع متأثر بدعاوى التشدد السلفي.. “الشيخ حاتم” يجد نفسه في شبكة من الصراعات المعقدة بين فقده الجزئي لطفل تأخر إنجابه يعالج في مصحة خارج الوطن وامرأة فتر حبها مع وطأة الفقد لرباط الأمومة. هناك أيضاً مؤسسات أمنية تسعى للسيطرة على الشيخ وتوريطه واستغلال نقاط ضعفه من أجل توجيهه لخدمة معاركها، كما تورطه جهة سيادية عليا في حل مشكلة أحد أبنائها الذي يعرض الأسرة الرئاسية إلى حرج لا تتحمله ظروف مجتمع هش.

## الممثلون والشخصيات
- عمرو سعد (بدور: الشيخ حاتم)
- درة (بدور: أميمة)
- ريهام حجاج (بدور: نشوى)
- أحمد راتب (بدور: الشيخ فتحي)
- لطفي لبيب (بدور: خالد أبو حديد)
- أحمد مجدي (بدور: حسن)
- بيومي فؤاد (بدور: أنور عثمان)

## روابط خارجية
- مقالات تستعمل روابط فنية بلا صلة مع ويكي بيانات